# Criquet australien
Espèce
Synonymes
- Chortoicetes affinis
- Chortoicetes elegans (Sjöstedt, 1921)[1]
- Chortoicetes yorketownensis

Le criquet australien (Chortoicetes terminifera) est une espèce d'insectes de la famille des Acrididae et de la sous-famille des Oedipodinae.

## Répartition
Cette espèce vit principalement en Australie, même si certaines populations peuvent occasionnellement s'établir dans le nord de la Tasmanie en dispersant par les airs avec l'aide de forts vents.